# Autovía A-4
L'autovía A-4, chiamata anche Autovía del Sur (Autovía del Sud), è un'autostrada gratuita spagnola appartenente alla Rete di Strade dello Stato (Red de Carreteras del Estado) che unisce Madrid a Cadice via Cordova e Siviglia. È una delle sei autostrade gratuite radiali della Spagna che, partendo dalla capitale posta al centro della penisola, terminano ai margini della stessa. Misura 668 km ed è parte del tratto spagnolo dell'itinerario europeo E5.
L'autostrada si compone di due tratte:
- la prima, da Madrid a Dos Hermanas (Siviglia) di 558 km;
- la seconda, dall'aeroporto di Jerez all'allacciamento con l'A-48 Cadice-Algeciras, di 41 km.

Oltre che al suo nome ufficiale A-4 o Autovía del Sur è colloquialmente nota anche come Autovía de Andalucía.

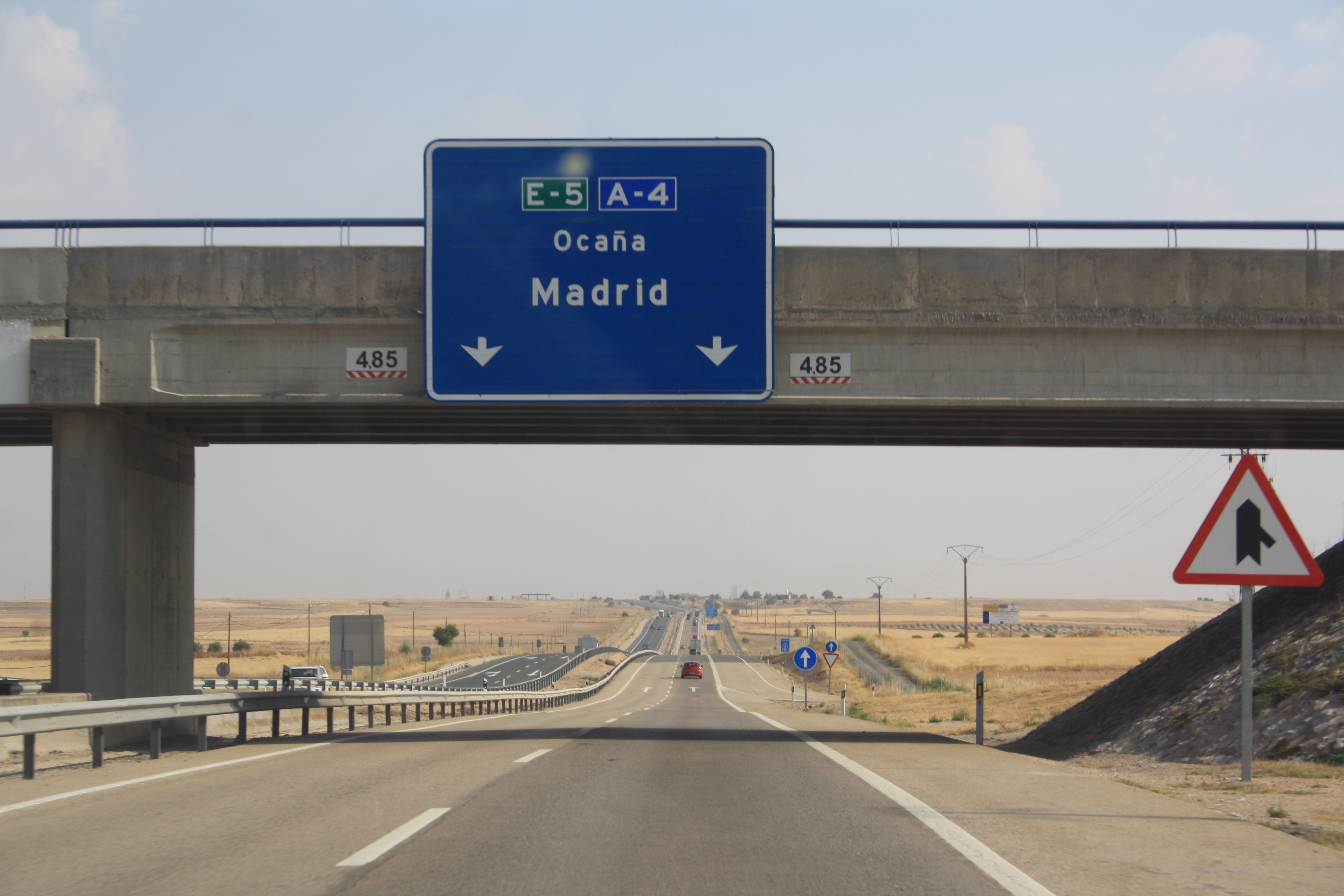
L'A-4 nei pressi di Ocaña

## Storia
Come per molte altre autovías spagnole, l'A-4 nasce dal raddoppio di una strada nazionale, in questo caso la N-IV. I primi 4 km a doppia corsia, in uscita da Madrid, vennero aperti al traffico nel 1968 e nel 1989 nello stesso tratto venne realizzata la 3ª corsia. La maggior parte del tracciato, comunque, venne aperto tra il 1987 ed il 1992, in occasione dell'Expo 1992 che si tenne a Siviglia. Tra il 2011 ed il 2015 furono realizzati importanti lavori di ammodernamento con la realizzazione di varianti e la modifica di parte del tracciato. Per la parte ancora mancante di autostrada di circa 70 km tra Dos Hermanas (a sud di Siviglia) e l'aeroporto di Jerez, nel 2009 ne è stata decisa la costruzione mediante il raddoppio della strada nazionale N-IV; tali lavori sono stati divisi in due lotti: il primo (Dos Hermanas - Los Palacios y Villafranca) risulta in costruzione mentre per il secondo (Los Palacios y Villafranca - Aeroporto di Jerez) ad oggi (2018) i lavori non risultano ancora avviati.

## Percorso
L'A-4 inizia nell'Avenida de Manzanares a sud di Madrid. Dopo aver incrociato la M-30, la M-40, la M-45 e la M-50 l'autostrada lascia la regione di Madrid al km 45 per entrare in Castiglia-La Mancia. Entra in Andalusia al km 244 attraversando il parco naturale di Despeñaperros e giunge a Bailén dove, al km 292, è possibile imboccare l'A-44 per Granada e Motril e l'A-32 per Albacete. Raggiunge Cordova al km 398, l'Aeroporto di Siviglia (km 532) e Siviglia (km 535) dove s'immette nella tangenziale della città. Raggiunta Dos Hermanas, al km 559 l'autostrada confluisce nell'AP-4 per poi riprendere il suo percorso al km 628 presso l'aeroporto di Jerez e Jerez (km 633) e terminare a Cadice (km 668) dopo aver incrociato l'A-48 per Algeciras.